# Max Linder

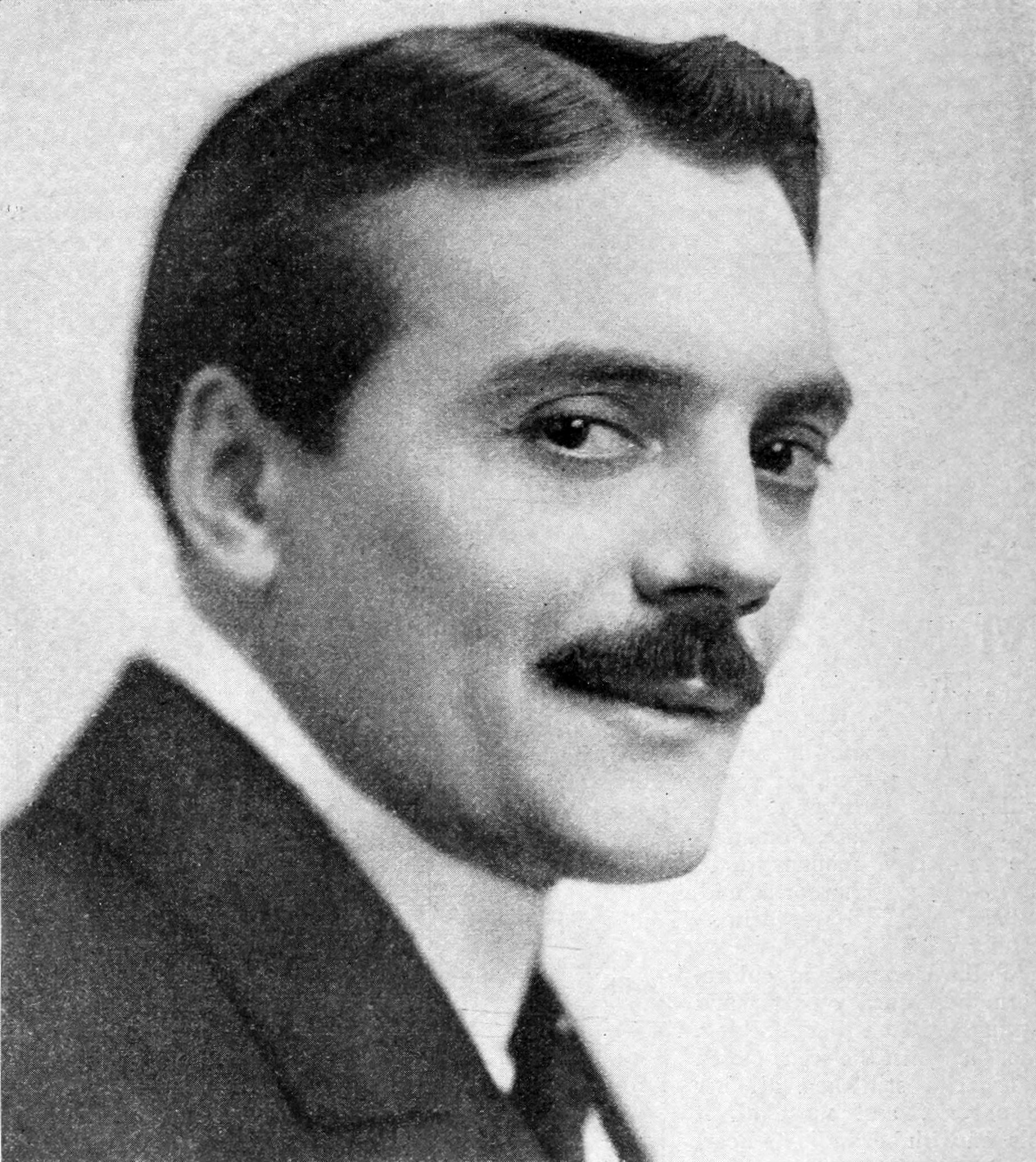
Max Linder

Max Linder (Saint-Loubès, 16 december 1883 – Parijs, 31 oktober 1925) was een Frans acteur. Zijn werkelijke naam was Gabriel-Maximilien Leuvielle.
Tijdens zijn carrière speelde Linder in een vijfhonderdtal films waarvan er ongeveer honderdtwintig bewaard zijn gebleven. Het personage Max was een immens succes en dé grote inspiratiebron voor Charlie Chaplin. Deze laatste bracht zelfs een hommage aan Max Linder in de film The Rink.

## Biografie
Linder werd geboren als zoon van wijngaardbezitters, en was voorbestemd om het bedrijf over te nemen. Hij raakte al op vroege leeftijd gefascineerd door het circus en rondreizende shows. Op zijn zestiende begon hij zonder medeweten van zijn ouders aan een theateropleiding aan het conservatorium te Bordeaux. Zijn theatercarrière werd echter geen groot succes.
In juni 1905 kreeg hij de kans om mee te spelen in de korte film La Première Sortie d'un Collégien van Charles Pathé. Zo kwam hij met de filmwereld in contact. In 1907 ontstond het personage Max in de film Les Débuts d'un Patineur. Dit bleek een schot in de roos. Linder kreeg riante vergoedingen voor zijn optredens en werd extreem populair.
Tijdens de Eerste Wereldoorlog was Linder chauffeur voor het leger. In 1916 kwam hij in contact met mosterdgas. Hoewel hij de gasaanval overleefde, kreeg hij zware longproblemen en een depressie. Uiteraard had dit een impact op zijn werk: zijn carrière werd gekenmerkt door een reeks 'ups-and-downs'.
Toen hij in het ziekenhuis lag zocht een van de partners van Essanay Studios hem op om Charlie Chaplin te vervangen die Essanay net had verlaten. Hierdoor kreeg Linder de kans langere films te maken. Zoals voor zovele Europeanen bleef de hoop op succes in Amerika onvervuld voor Max. Niet alleen kon zijn fragiele gezondheid het slechte weer van Chicago niet aan, maar zijn drie Amerikaanse producties uit deze periode haalden niet het beoogde succes. Linder keerde in 1917 terug naar Frankrijk.
Toch betekende dit niet het einde van zijn internationale ambities. In 1919 waagde hij opnieuw de stap naar de Verenigde Staten. Hij begon er zijn eigen filmproductiebedrijf en maakte drie films: Seven Years of Bad Luck (1921), Be My Wife (1921) en de parodie The Three Must-Get-Theres uit 1922. Ook ontdekte hij Jobyna Ralston die hij aanmoedigde in Hollywood carrière te maken.
Linder moest echter opnieuw omwille van zijn gezondheid terugkeren naar Europa, waar hij in Au Secours (1923) en Le Roi du Cirque (1924) speelde.
In 1923 trouwde Linder en kreeg hij een dochter, Maud. Op 1 november 1925 pleegde het echtpaar een dubbele zelfmoord. Linder schoot zich een kogel door het hoofd; zijn vrouw nam een overdosis slaappillen en sneed haar polsen door. Waarom het stel zelfmoord pleegde, is nooit helemaal opgehelderd, maar waarschijnlijk waren gezondheidsproblemen, en met name de depressie van Linder, de hoofdoorzaak.
Maud Linder werd in een pleeggezin geplaatst en zou pas twintig jaar later ontdekken wie haar beroemde vader was. Ze publiceerde daarover het boek Max Linder était mon père (2003).

## Stijlelementen van de 'Max' films
- het personage Max is een onhandige dandy die zich uitsluitend bezighoudt met uitgaan, sport beoefenen en vrouwen versieren
- hij komt dan keer op keer in vernederende situaties terecht waaruit hij zich met een lachje weet te redden
- de acteerstijl is heel ingetogen, met natuurlijke gebaren en absoluut niet theatraal
- de films zijn fijnzinnige situatiekomedies waarbij de titel verraadt wat er zal gebeuren

## Filmografie (selectie)
- Max Prend un Bain (1910)
- Les Débuts de Max au Cinéma (1910)
- Max Comes Across (1917)
- Max Wants a Divorce (1917)
- Max and his Taxi (1917)
- Seven Years Bad Luck (1921)
- Be My Wife (1921)
- The Three Must-Get-Theres (1922)
- Au Secours (1923)
- Le Roi du Cirque (1924)

- Bibliothèque nationale de France: cb122558545 (data)
- Gemeinsame Normdatei: 119123703
- International Standard Name Identifier: 0000 0001 0868 8231
- Library of Congress Control Number: n92103507
- Nationale Bibliotheek van Letland: 000191402
- Nationale Bibliotheek van Tsjechië: xx0180604
- Nationale Bibliotheek van Israël: 987007443893305171
- Nationale Bibliotheek van Polen: a0000003619765
- Nederlandse Thesaurus van Auteursnamen: 070664463
- Istituto Centrale per il Catalogo Unico: PALV017543
- LIBRIS: 406186
- SNAC: w6jn2685
- Système universitaire de documentation: 031320864
- Trove: 1061779
- Virtual International Authority File: 9905701
- WorldCat: E39PBJrmdhRKD8XdTbHt9vCCwC